# پیرلوئیجی پینتو
پیرلوئیجی پینتو (انگلیسی: Pierluigi Pinto؛ زادهٔ ۲۲ سپتامبر ۱۹۹۸) بازیکن فوتبال اهل ایتالیا است.
از باشگاه‌هایی که در آن بازی کرده‌است می‌توان به باشگاه فوتبال اتلتیکو آرتزو اشاره کرد.